# Roupala pachypoda
Roupala pachypoda är en tvåhjärtbladig växtart som beskrevs av José Cuatrecasas. Roupala pachypoda ingår i släktet Roupala och familjen Proteaceae. Inga underarter finns listade i Catalogue of Life.